# Gymnázium Turnov
Das Gymnázium Turnov ist eine öffentliche Schule, deren Träger der tschechische Kreis Liberecký kraj ist. Die Schule befindet sich an der Jan-Palach-Straße in Turnov.

## Geschichte
In Turnov erscheinen schon seit den 1890er Jahren Bestrebungen der Stadtvertreter, hier die Mittelschulausbildung zu bieten. Die Geschichte des Gymnasiums in Turnov ist datiert seit dem Jahr 1908, als es offiziell erlaubt wurde, hier eine Staatsrealschule zu errichten, wo Tschechisch die Unterrichtssprache war. Diese Schule hatte ihren Sitz kurz im Gebäude in der Skála-Straße in Turnov und dann 22 Jahre am Marktplatz Nr. 5, wo es sich jetzt die Jugendkunstschule befindet. Im Jahr 1930 wurde in Výšinka (ein Ortsteil Turnovs) ein neues Gebäude fertig gebaut, wo das Gymnasium bis heute seinen Sitz hat. Im Schuljahr 1933/34 wurde die Staatsrealschule ins Realgymnasium verwandelt. Die Verwandlung der Realschule ins Gymnasium war allmählich und wurde im Schuljahr 1938/39 zu Ende gebracht, seitdem es in Turnov ein achtjähriges Realgymnasium gab.
Im Zeitraum des Protektorats Böhmen und Mähren wurde das Kellergeschoss des Schulgebäudes von den Deutschen besetzt und im Januar 1944 begann das ganze Gebäude als ein deutsches Kriegsspital zu dienen. Der Unterricht fand in Ersatzräumen statt, zuerst im Gebäude der „Mädchenschule“ und später in Räumen der „Jungenschule“. Nach dem Krieg im September 1945 wurde das Gebäude in Výšinka wieder zum Gymnasium. Seit dem Schuljahr 1948/49, laut dem Einheitsschulgesetz, bot das Gymnasium nur ein vierjähriges Studium und seit dem Schuljahr 1952/53 ein dreijähriges Studium. Das Gymnasium wurde mit der Grundschule vereinigt und dadurch entstand die elfjährige Mittelschule und im Jahr 1958 die zwölfjährige Mittelschule. Im Jahr 1963 wurde eine dreijährige allgemeinbildende Mittelschule errichtet. Seit dem Jahr 1971 wurde die Schule in ein vierjähriges Gymnasium verwandelt, das in einen naturwissenschaftlichen und einen humanistischen Zweig eingeteilt wurde.
Im Schuljahr 1990/91 ist es gelungen auf dem Gymnasium auch das mehrjährige Studium anzubieten, zuerst ein siebenjähriges, später ein achtjähriges.

## Schulgebäude
Das Gymnasium hat seinen Sitz in Výšinka auf einem Grundstück, das aus zwei Varianten ausgewählt wurde, die in einer Turnauer Volksabstimmung im Jahr 1912 vorgeschlagen waren. Im Jahr 1913 gewann das Projekt von dem Prager Architekten František Vahala (Student von Jan Kotěra) in einem öffentlichen Wettbewerb. Die Bauarbeiten begannen im Jahr 1914, aber ihre Fortsetzung wurde durch den Ersten Weltkrieg unterbrochen. Die Arbeiten wurden Ende der 20er Jahre wieder aufgenommen und das moderne Schulgebäude wurde im Jahr 1930 fertig gestellt.

## Gegenwart
Das Gymnasium Turnov bietet in der Gegenwart eine Ausbildung im acht- und vierjährigen Studienprogramm, dessen Ziel ist, die Schüler auf das Universitätsstudium vorzubereiten. Die Schule bietet einen modernen Unterricht, der vom Schulbildungsprogramm ausgeht, das auf den Fremdsprachenunterricht und Unterricht der Informations- und Kommunikationstechnik Wert legt. Den Schülern wird ermöglicht, sich stufenweise auf die technische, naturwissenschaftliche, humanistische oder wirtschaftliche Orientierung zu spezialisieren mithilfe eines Systems wahlfreier Seminare. Die Anzahl der Schüler ist wechselhaft, durchschnittlich besuchen die Schule zirka 360 Schüler.

## Bedeutende Absolventen
- Alois Liška (absolvierte in 1915), Armeegeneral, Kommandant der ersten tschechoslowakischen selbstständigen gepanzerten Brigade im ausländischen Widerstand in Großbritannien während des Ersten Weltkrieges
- Rudolf Anděl (1943), Historiker
- Jaroslav Dudek (1950), Theater- und Fernsehregisseur
- Vlastimil Dlab (1951), Mathematiker
- Václav Knop (1967), Schauspieler, Regisseur
- Jaroslav Rudiš (1991), Schriftsteller